# Pseudolycopodium densum
Pseudolycopodium densum là một loài thực vật có mạch trong Họ Thạch tùng. Loài này được (Rothm.) Holub miêu tả khoa học đầu tiên năm 1983.